# Branne, Gironde
Branne (okcitansko Brana) je naselje in občina v jugozahodnem francoskem departmaju Gironde regije Akvitanije. Leta 2008 je naselje imelo 1.213 prebivalcev.

## Geografija
Naselje leži v pokrajini Gujeni na levem bregu reke Dordogne, 34 km vzhodno od Bordeauxa.

## Uprava
Branne je sedež istoimenskega kantona, v katerega so poleg njegove vključene še občine Baron, Cabara, Camiac-et-Saint-Denis, Daignac, Dardenac, Espiet, Génissac, Grézillac, Guillac, Jugazan, Lugaignac, Moulon, Naujan-et-Postiac, Nérigean, Saint-Aubin-de-Branne, Saint-Germain-du-Puch, Saint-Quentin-de-Baron in Tizac-de-Curton s 13.161 prebivalci.
Kanton Branne je sestavni del okrožja Libourne.

## Zanimivosti
- cerkev sv. Štefana;